# Kuniaki Koiso
Kuniaki Koiso (小磯 國昭?, Koiso Kuniaki; Utsunomiya, 22 marzo 1880 – Tokyo, 3 novembre 1950) è stato un politico e generale giapponese, e ha ricoperto l'incarico di Primo ministro del Giappone dal 22 luglio 1944 al 7 aprile 1945.
Nel 1948 fu condannato all'ergastolo a seguito del processo di Tokyo, nel quale venne accusato di aver iniziato la guerra contro la Cina e gli Alleati, oltre a non aver impedito l'esecuzione di crimini di guerra da parte dell'esercito, cosa che era in grado di fare in quanto Primo ministro del Paese.
Koiso morì di cancro all'esofago nella Prigione di Sumago nel 1950.